# Regenhütte

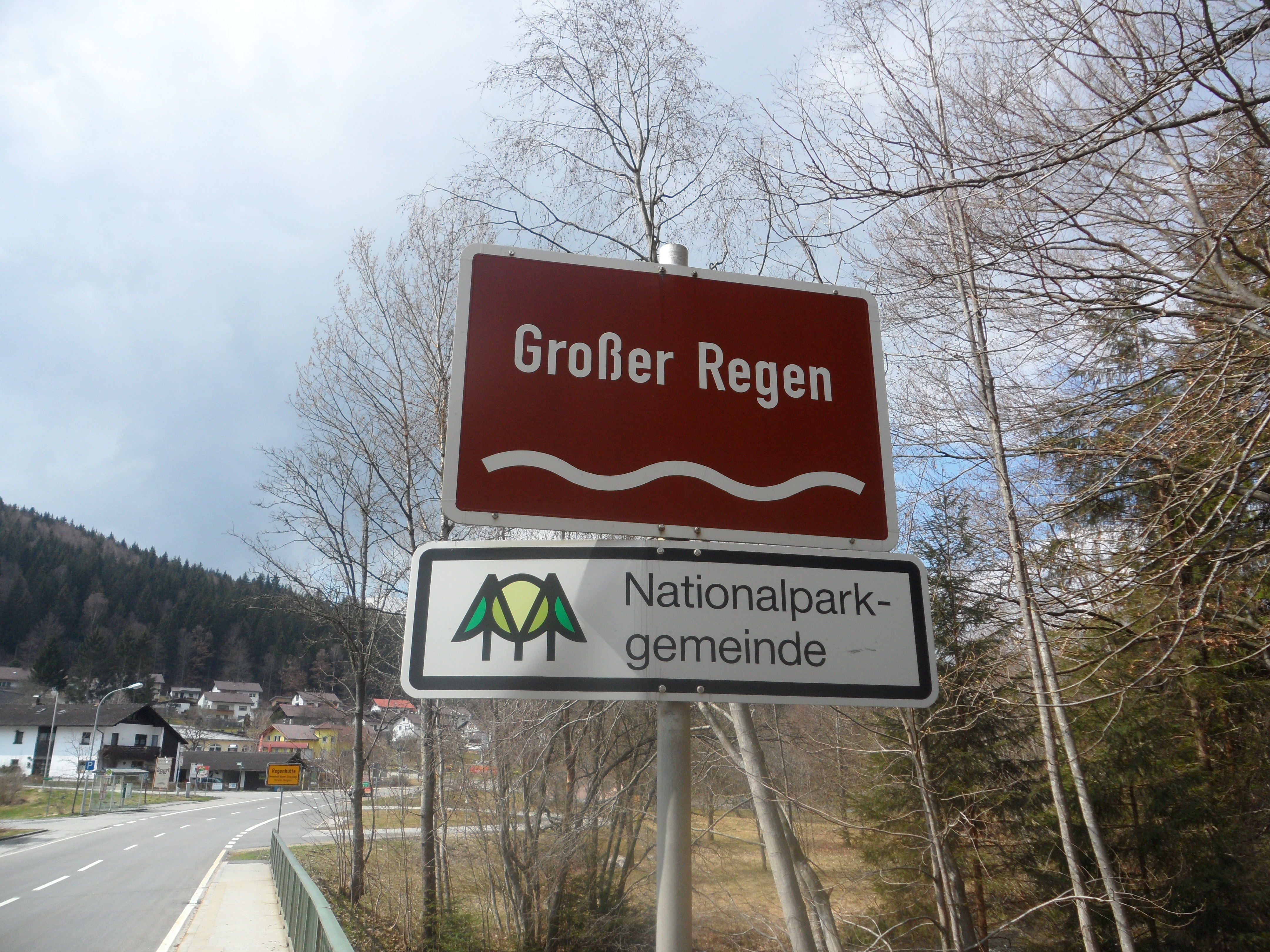
Ortseingang von Regenhütte mit Hinweistafeln auf den Nationalpark Bayerischer Wald und den Fluss Großer Regen

Regenhütte ist ein Gemeindeteil der Gemeinde Bayerisch Eisenstein Landkreis Regen (Regierungsbezirk Niederbayern, Bayern).

## Geografie
Das Kirchdorf liegt fünf Kilometer entfernt von Bayerisch Eisenstein. Die Einwohnerzahl beträgt ca. 300 Personen. Der Ort liegt am Fluss Großer Regen im Nationalpark Bayerischer Wald und am Fuß des Bergs Großer Arber.

## Geschichte
Im Jahr 1750 errichtete Felix Martin Ki(e)sling, Besitzer des Glashüttengutes Rabenstein, hier eine neue Glashütte, die zunächst Neuhütte genannt wurde. Sie war an die Spiegelglasfabrik Fischer aus Erlangen verpachtet.
Regenhütte hatte um 1850 124 Einwohner und 17 Gebäude. Das erste Not-Schulhaus wurde 1851 erbaut, worauf der eigentliche Schulhausbau von 1868 folgte. Am 30. März 1859 ging der Pachtvertrag mit Fischer zu Ende, und die Hütte stand leer. Die noch heute vorhandene Glashütte wurde ab 1863 von Wilhelm Steigerwald erbaut und nahm 1865 den Betrieb auf. Die Glashütte brannte 1871 und 1873 ab, wurde aber jeweils wieder aufgebaut.
Am 19. August 1866 kam Regenhütte zu der neu gebildeten Gemeinde Rabenstein. Ein neues Schulhaus baute man 1906. Damals zählte Regenhütte 560 Einwohner. 1925 errichtete man einen Stauweiherbau mit einem neuen E-Werk für die Fabrik. Im selben Jahr wurde das Kriegerdenkmal eingeweiht.
In kirchlicher Hinsicht gehört Regenhütte zur Pfarrei Ludwigsthal. 1959 wurde eine in Grubweg nicht mehr benötigte und deshalb abgebaute Behelfskirche erworben, in Regenhütte aufgebaut und am 10. Januar 1960 festlich eingeweiht.
Die Volksschule in Regenhütte wurde zum Ende des Schuljahres 1970 geschlossen. Im Zuge der Gemeindegebietsreform kam Rabenstein am 1. Januar 1978 zur Stadt Zwiesel, der Ortsteil Regenhütte dagegen zur Gemeinde Bayerisch Eisenstein.
Im Jahre 1986 meldete die Glasfabrik Regenhütte Konkurs an. Am 26. Juli 2003 feierte man die Eröffnung des neuen Dorfweihers.
Die Glashütte war 2011 komplett geschlossen. Der Dachstuhl fällt inzwischen langsam ein.
Die Behelfskirche musste nach der Schneelastkatastrophe von 2006 wegen akuter Einsturzgefahr geschlossen und später abgerissen werden. Am 2. Oktober 2008 wurde der Grundstein zur neuen Filialkirche Heilige Familie gelegt. Am 21. Juli 2009 weihte Bischof Wilhelm Schraml die neue Kirche. Sie hat 70 Sitzplätze, die Baukosten beliefen sich auf 312.000 Euro.

## Vereine
- Dorfverein Regenhütte, gegründet am 11. Mai 1996
- Freiwillige Feuerwehr Regenhütte, gegründet am 1. August 1874
- Männergesangsverein Regenhütte gegründet am 7. Dezember 1897
- TSV Regenhütte, gegründet 1912